# Срібнянський район
Срібня́нський райо́н — колишній район Чернігівської області України з центром у місті Срібне (існував протягом 1923-2020 рр. з перервами). Протягом 2017-2020 років реогранізований у Срібнянську селищну громаду.

## Загальні відомості
Срібнянський район розташований на південному сході Чернігівщини. Межує з Варвинським, Ічнянським, Прилуцьким та Талалаївським районами Чернігівської області та Роменським районом Сумської області. 29 населених пунктів. Районом проходить автошлях Прилуки-Ромни.
Поверхня — хвиляста рівнина, розчленована долинами річок, балками та ярами. Корисні копалини: торф, пісок, глина. Ґрунти чорноземні. Ліси змішані (дуб, береза, клен, липа) і займають 7 тис. га. річки — Удай, Лисогір.

## Історія

### Річ Посполита
За панування Речі Посполитої Прилуки з усім округом належали литовському магнатові князеві Михайлу Корибуту-Вишневецькому. Зі списку володінь, який зберігся у нащадка Вишневецьких, видно, що в Прилуцькому регіоні йому належали: Прилука, Городня, Журавка, Іваниця, Красне (Красний Колядин), Варва, Переволочна, Срібне, Сокирна (Сокиринці), Гмирянка, Оржиця, Ічня. В 1647 р. його син, Ярема,  володів 8668 дворами з 66330 душами народу. Це було майже все населення Прилуцького повіту.
Всі приписані до поселень люди зобов'язані були працювати «панщину», або за позбавлення від неї платити Вишневецькому п'ять талерів від кожного двору; ця сума за тодішнього часу, коли за гривну можна було купити чверть жита, була дуже велика.
Зі своїх маєтків Вишневецький отримував дохід в грошах, талерах і дукатах, яку російські історики вирахували як суму до 180 тис. рублів, на нього працювали шинки і 423 млинарських «кола». Це давало йому можливість жити по-царськи, мати свою свиту, своє військо і укріплювати свої міста, як фортеці.

### Гетьманщина
З повстанням Богдана Хмельницького проти Польщі в літописах з'явилися згадки про Прилуцький полк. Полк був великий — в 1648 році лише реєстрових козаків налічувалося 2106 осіб, а наступного року до нього приєднався і Іченський (Ічнянський) полк. В об'єднаному полку була 21 сотня. Срібнянську сотню очолював Павло Федоренко. Ці сотні впродовж 6 років брали участь у всіх походах і битвах Хмельницького.
Довелося срібнянській сотні схрестити свою зброю з московитами під час війни 1659 року. Літопис так описує ті події. Виговський «заслал ординанц свой до Прилукского полковника Дорошенка, абы с полком своим станул в городи Сребном». Але князь Пожарський з царськими військами «без великого труда город Сребное достал, жителей тамошних единых вырубал, а других в полон забрал со всеми их набытками; а козаков полку Прилукского, там бывших, погромил и распудил, так же и сам полковник их Дорошенко, як заец по блотах тамошних гонений, за ледво бегством спасался от беды своея тогдашнея»[джерело?]. Проте частина Прилуцького полку все-таки з'єдналася з військами Виговського і розгромила російські війська під Конотопом.
У 1768 році засновані були духовні правління, або протопопії, числом 12 — у тому числі і в Прилуках, з духовними намісницькими правліннями в Прилуках, у Срібному та Варві.

### Губернський період
А в 1782 році в Лівобережній Україні ввели нові зміни. Ухвалено було розділити її на три намісництва: Новгород — Сіверське, Київське і Чернігівське. Кожне намісництво було розділене на 11 повітів, із земськими і словесними судами. Прилуцький повіт з приєднаним до нього Іваницьким відійшов до Чернігівського намісництва, а частина його від с. Рудівки по с. Товкачівку зі всіма селами на південний захід відійшла до Київського намісництва.
Окрім цього від Прилуцького повіту тоді ж відокремлені були Журавська сотня, дві Варвинські з с. Дейманівкою і Срібнянська сотня із с. Карпилівкою і с. Грицівкою (Гриціївка). З цих сотень і прилеглих до них з південно-східної частин тодішніх Роменського і Лохвицького повітів створений був Глинський повіт.
Після Прилук найбільшим торговельним і промисловим містом було Срібне. Воно, як і Прилуки, мало свою ратушу і свої цехи. Головними власниками містечка були кілька грузинських князів і камергер Будянський. Землі, що належали козакам, були виключно орні, а лісів і сінокосів у них не було; перші вони купували в Сокиринцях, Васьківцях і Іванківцях, другі брали з половини у с. Карпилівці.
Ремісники містечка, що славилися здавна, продавали свої вироби на ярмарках Ромен, Лохвиці, Густині і Дейманівки. Головним предметом збуту срібнянських ремісників були шапки.

Карта Срібнянщини 1792 р.

Імператор Павло I знову реформував Лівобережну Україну: 30 листопада 1796 р. ухвалено було з трьох намісництв створити одну «Малоросійську губернію» з головним містом Черніговом. Але після смерті Павла I його розпорядження скасував Олександр I. 9 березня 1802 року Малоросійську губернію ухвалено було розділити на дві — Полтавську і Чернігівську. При цьому Срібне з Карпилівкою і Дейманівкою увійшли до складу Прилуцького повіту Полтавської губернії. Таким чином склалася територія повіту з кордонами, що збереглися до 1888 р.
За даними земської управи 1881 р, у Прилуцькому повіті в 21 поселенні мешкало 32984 особи. Ось ці поселення: Алексинці, Васьківці, Грицівка, Гурбинці, Дегтярі, Дейманівка, Загайки, Іванківці, Ігнатівка, Калюжинці, Карпилівка, Лебединці, Меняйлівка, Никонівка, Оробіївка, Поділ, Побочіївка, Савинці, Сокиринці, Срібне, Харитонівка. Крім того, були населені пункти, в яких чисельність населення була невідома (х.х. Вадин, Дробок, Поетинівка, Тростянець, Ханжиків, Чернечий).
Уряд добре піклувався про народну освіту: 1812 р. училища були перетворені з народних в повітові і до них доданий 3-й клас. У 1815 році вперше були відкриті сільські училища. У Прилуцькому повіті їх було кілька: в с. Подищах, м. Перевалочній, с. Іванківцях, м. Срібному, с. Товкачівці, м. Іваниці, с. Маціївці, с. Малій Дівиці. 8 квітня 1838 року в с. Сокиринцях Катериною Василівною Ґалаґан за власні кошти відкрито було початкове училище, першим вчителем якого був Михайло Дєдін. У 1843 році міністерство державних маєтностей відкрило початкові училища в селах Березівці, Дубовому Гаю, Вільшаній Прилуцького повіту. Першого ж року в них поступило понад 150 учнів.
У 1887 році в Прилуцькому повіті налічувалось 64 навчальних заклади, в яких навчалося 4611 учнів, що в середньому становило 1 учень на 20 чоловік містян та 1 учень на 44 сільських мешканців. Найбільшими навчальними закладами в повіті були:
- Двокласне училище Міністерства народної освіти в м. Срібному, в якому у 1887 році налічувалося 98 учнів.
- П'ятикласне ремісниче земське училище в с. Дігтярях, за рахунок губернського земства, яке відпускало на нього щороку 20000 рублів.

29 жовтня 1878 року у подарованому земству дійсним таємним радником Григорієм Павловичем Ґалаґаном кам'яному палаці в с. Дігтярях відкрито ремісниче училище на 100 чоловік з такими відділами: столярно-токарним, ковальським, слюсарним і модельно-літейним.
З числа 100 учнів земства за статутом училища надано право мати Прилуцькому земству 40 стипендіатів і панові Ґалаґану 10. Не обмежуючись цим, училище приймає ще своєкоштних з платою 125 крб. і вільно-приходящих по 10 крб. в рік. Інтерни, що навчаються в училищі, знаходяться на повному утриманні закладу, а після закінчення його земські користуються білизною і одягом, зробленим для них в училищі, а також і субсидією при відкритті своїх майстерень. В навчальному закладі викладалися загальноосвітні предмети: у скороченому об'ємі — закон Божий, російська мова, арифметика, геометрія, фізика, механіка, географія, історія, креслення і малювання. Викладання цих предметів обмежується першими чотирма класами, п'ятий призначений виключно на спеціальне вивчення ремесла. У 1883 р. навчальний заклад закінчило 18 осіб, у 1884 р. — 15, у 1885 р. — 21. У 1887 в ремісничому училищі навчалося 140 учнів. Училище це існує й досі як Дігтярівський аграрний ліцей.
Медичну допомогу жителям Срібнянщини надавали у місцевій лікарні. Лікарня була на 10 ліжок. Також у всіх селах з волосним правлінням знаходився фельдшер. При рівномірному розподілі жителів повіту на ділянки на одного лікаря, одну лікарню і одну аптеку припадала 42631 особа, а на одного фельдшера 10658 чоловік. З урахуванням тих, що лікувалися в лікарні, амбулаторно і вдома в 22300 випадках вийде, що лікування кожної людини в 1886 році обійшлося земству в 1 крб. 68,5 копійок, а одне щеплення від віспи в 11 копійок.
Поштова контора для пересилки листів і грошових повідомлень відкрита в Прилуках услід за введенням Катериною II городових положень, телеграфна станція — в серпні 1880 року, а об'єднані ці обидві установи були в 1886 році.
Поштові відділення в м. Срібному та м. Іваниці відкриті в 1878 році. Стійлові пункти земських поштових коней знаходились в г. Прилуках з 15 кіньми, м. Переволочній з 9 кіньми, м. Срібному з 7 кіньми, с. Городні з 8 кіньми, с. Рудівці з 6 кіньми. У м. Срібне з Прилук грошова пошта надходила в понеділок, а проста в четвер.
У 1888 році з 4 винокурень і 3 пивоварень Прилуцького повіту на Срібнянщині працювали винокурні Пушкіної в м. Срібному і винокурня та пивоварня Новицького в с. Гурбинцях.
У Прилуцькому повіті проводився 61 ярмарок, у тому числі 7 ярмарків на Срібнянщині.
У Срібному:
- 1. Благовіщенський — 25 березня (с.ст.) 5 денний
- 2. Георгіївський — 22-24 квітня (с.ст.) 2 денний
- 3. Різдво-Богородицький — 7-9 вересня (с.ст.) 3 денний.

У Дейманівці:
- 1. По десятій п'ятниці після паски 4 денний
- 2. Симоновський — 1 вересня 1 денна.

У Сокиринцях:
- 1.Вознесенський — 3 денна
- 2. Олександро-Невський — 30 серпня (с.ст) 3 денна.

### Українська революція 1917-1921
1919 року під час денікінської окупації на Срібнянщині діяв петлюрівський повстанський загін під керівництвом Ф.Вигінського.
9 березня 1920 року срібнянський повстанський загін Криворучка зненацька увійшов до Прилук, захопив міську переповнену «підозрілими елементами» в'язницю і випустив всіх на волю.
На Срібнянщині на більшовиків наводили жах загони Марусі Чорної, Гонти, Чалого, які наїздили сюди із сусідніх волостей. У селі Карпилівці місцевий учитель Нечай організував повстанський селянський загін. А коли в сутичці з радянськими військами командира було вбити, на його місце став учитель з с. Рубців. 1921 року на Прилуччину зайшов півтисячний загін махновців, який, поповнившись місцевими добровольцями, зріс то тисячі бійців. Для його знищення довелося викликати кавалерійський полк.

### Радянський період
Срібнянський район Прилуцького округу — адміністративно-територіальна одиниця. Створений 1923. До складу району увійшли: Сокирянська волость, Срібнянська волость й Іванківська волость. Межував (1925) з Роменським округом, Варвинським, Прилуцьким та Іваницьким районами. 1925 займав площу 561,8 км², налічувалося 18 сільрад. 8658 господарств, 42864 жителів, які мешкали в 81 населеному пункті: містечко Срібне, села Васьківці, Грицівка, Гурбинці, Дейманівка, Дігтярі, Іванківці, Калюжинці, Лебединці, Леляки, Никонівка, Олексинці, Оробіївка, Поділ, Савинці, Сокиринці, дрібні села Загайки, Гнатівка, Побочіївка та 62 хутора. У серпні 1925 територія Леляківської сільради Срібнянщини передана до Варвинського району.
1930 в Срібнянському районі — 17 сільрад, 80 населених. пунктів (у тому числі 62 хутора), налічувалося 8511 дворів, 40892 мешканців. Після розформування 13.06. 1930 Прилуцького округу територія його тимчасово відійшла до Лубенського округу.
3 лютого 1931 року район ліквідовано, територію приєднано до Варвинського району.
17 лютого 1935 року Срібнянський район відновлено.
21 січня 1959 р. до Срібнянського району приєднана частина ліквідованого Іваницького району.
Від 10 вересня 1959 року по 4 січня 1965 року Срібнянський район був ліквідований. Його територія перебувала у складі Прилуцького району. 05.02.1965 Указом Президії Верховної Ради Української РСР передано Волошнівську, Новогребельську, Хоминцівську та Ярошівську сільради Срібнянського району Чернігівської області до складу Роменського району Сумської області.
1988 року у районі мешкало 17,4 тис осіб, у тому числі у районному центі 4 тис. осіб.

### Сучасність

Хрестовоздвиженська церква містечка Срібне

## Герб Срібнянського району (проект)

Герб Срібнянського району (проект)

У срібному полі червоний щиток із срібним серцем, що увінчане сяючим золотим лицарським хрестом. У клейноді — герб війська Запорозького «козак із самопалом» у вигляді козака у червоному кунтуші із закоченими рукавами, синьому жупані, шапці з червоним верхом та сірою опушкою, золотим поясом та підбивкою кунтуша. Щит оточений вінком із дубових гілок із зеленим листям та золотими тринадцятьма жолудями, що перевиті знизу жовто-блакитною стрічкою.

## Персоналії
- Однією з визначних осіб нашої малої батьківщини був уродженець с. Калюжинці, бандурист Остап Вересай. Мандрівний кобзар, відомий порівняно невеликому колу любителів українських дум, у 1873 році отримав загальну популярність завдяки записаним південно-західним відділом Російського географічного товариства його пісням і думам. Ним зацікавилися і повезли до Петербургу, де він удостоївся честі співати свої думи перед великими князями Сергієм і Павлом Олександровичами. На згадку великі князі подарували йому золоту табакерку і 75 рублів грошей, які буквально збагатили його. Незадовго до смерті Вересай позував в с. Качанівці художникові Костянтину Маковському для його відомої картини «Гусляр».
- Чи не найвідомішим персонажем в історії Срібнянщини був Григорій Ґалаґан. Він один із перших відгукнувся на рескриптом імператора Олександра Миколайовича 20 листопада 1857 року про створення в кожній губернії комітетів для складання проектів звільнення селян. Цей гуманний приклад власника кількох тисяч душ люду не залишився без наслідування в Росії: багато найкращих людей того часу підтримали ідею звільнення кріпаків. У 1859, коли були засновані редакційні комісії для систематизування робіт губернських комітетів, Ґалаґан в числі небагатьох обраних государем людей був запрошений в члени однієї з цих комісій. 19 лютого 1861 року велика подія здійснилася: оголошений був Високий маніфест про відміну кріпосницького права.

У 1874 році Григорій Павлович був вибраний предводителем дворянства. Займаючи місце голови в раді училищ, він вперше, добившись в земства і сільських общин збільшення бюджету, поставив сільські початкові училища в належні умови існування. Коли справа нижчої і середньої освіти в повіті була зміцнена, Ґалаґан відмовився від посади предводителя дворянства.
- Уродженцями Срібнянщини є відома українська актриса Г. Затиркевич-Карпинська, мікробіолог, організатор ветеринарної служби в Україні О. Дерюлін, математик Г. Пфейфер, авіаконструктор Є. Сенчук, лікар, винахідник нових хірургічних інструментів Я.Саполович, народний артист України, академік та професор, директор Національного цирку України Борис Заєць, академік Д. Волох.
- Срібнянщина — мала батьківщина українських письменників М. Є. Івченка, В. Кави, Л. Пономаренко, В. Кіріндася.
- Яковенко Григорій Федорович — військовий діяч УНР, видатний підпільник антибільшовицького та антиденікінського руху, член Холодноярського повстанкому.

## Політика
25 травня 2014 року відбулися Президентські вибори України. У межах Срібнянського району були створені 23 виборчі дільниці. Явка на виборах складала — 69,12 % (проголосували 6 501 із 9 406 виборців). Найбільшу кількість голосів отримала Юлія Тимошенко — 34,72 % (2 257 виборців); Петро Порошенко — 28,27 % (1 838 виборців), Олег Ляшко — 23,61 % (1 535 виборців), Анатолій Гриценко — 4,92 % (320 виборців), Сергій Тігіпко — 3,01 % (196 виборців). Решта кандидатів набрали меншу кількість голосів. Кількість недійсних або зіпсованих бюлетенів — 0,52 %. 

## Галерея

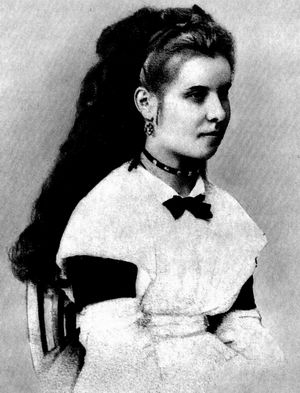
Ганна Затиркевич-Карпинська
- Остап Вересай
- Григорій Ґалаґан
- Михайло Івченко

## Ліквідовані населені пункти
- Загайки
- Підлозове
- Скибівщина
- Сьома Бригада